# Földes
Földes là một làng thuộc hạt Hajdú-Bihar, Hungary. Làng này có diện tích 65,24 km², dân số năm 2010 là 4057 người, mật độ 62 người/km².